# Заколдованное слово (мультфильм)
«Заколдованное слово» — советский кукольный мультфильм, снятый режиссёром Леонидом Аристовым на творческом объединении «Экран» в 1976 году.

## Сюжет
Мудрая сова и глупый злой волк поспорили и не могут никак прийти к здравому смыслу. Сова все время обижается на волка, так как он считает себя самым умным и не слушает то, что она ему говорит. Волк злиться. Сова вечно всему поучает, а наказать он ее не может. Слишком быстро и высоко она летает. Наконец они решают, что им достаточно как можно больше времени тратить на умные слова. Волк кичится тем, что умеет хорошо читать. Сова его убеждает в обратном. Если он не сумеет прочесть слово, которое она ему напишет и что еще хуже не сумеет выяснить значения данного слова, значит он никогда больше не будет сомневаться в мудрости совы. Задание заключалась в том, чтобы составить самое нечитаемое слово. Сова составила следующее предложение с этим словом: «Самое глупое животное в лесу -…». Долго волк расспрашивал зверей и никак не мог понять, что же за слово там написано, ведь никто из зверей не мог его прочитать, потому что им было страшно. Тогда волк сам взял словарь, выучился грамоте. Наконец слово прочитано. Сначала он стал смеяться, но когда понял в чём смысл, тогда ему было не до смеха.

## Создатели
- Автор сценария — Виталий Злотников
- Режиссёр — Леонид Аристов
- Художник-постановщик — Людмила Танасенко
- Оператор — Эрнст Гаман
- Звукооператор — Виталий Азаровский
- Художники-мультипликаторы: Сергей Олифиренко, Валерий Шуленин
- Ассистент режиссёра — Елена Зеленина
- Монтажер — Татьяна Моргунова
- Редактор — Елена Ходина
- Директор картины — Лидия Варенцова

## Роли озвучивали
- Григорий Толчинский — Волк
- Ирина Панярская — Сова
- Наталья Державина — Заяц
- Евгения Рубановская — Лиса
- Екатерина Бабаева — Коза